# School Street
Die School Street ist eine relativ kurze, aber historisch wichtige Straße im Bostoner Stadtteil North End im Bundesstaat Massachusetts der Vereinigten Staaten. Sie trägt diesen Namen, weil sich dort mit der Boston Latin School von 1704 bis zu ihrem Umzug an einen neuen Standort im Jahr 1844 die erste öffentliche Schule der Vereinigten Staaten befand. Über die gesamte Länge der Straße verläuft der Freedom Trail.

## Lage

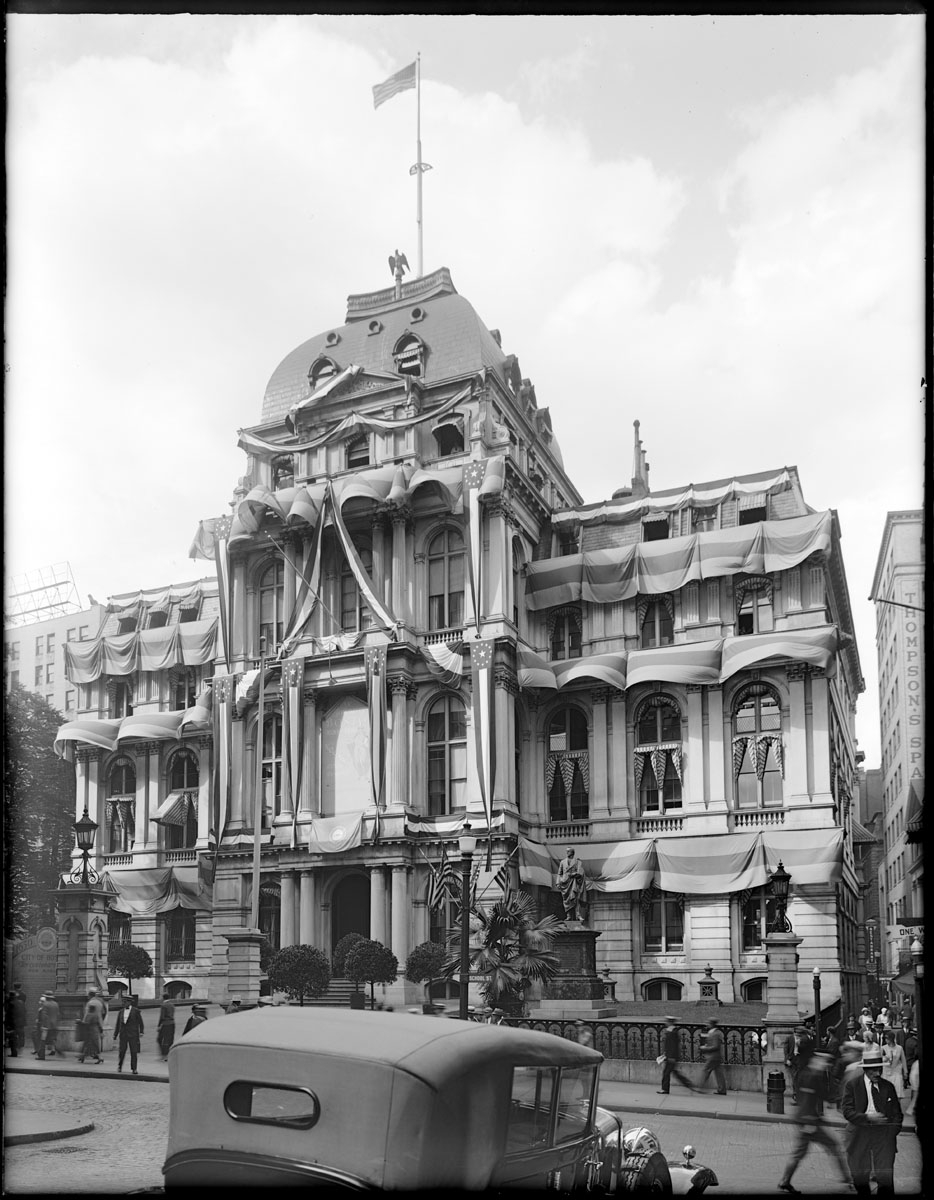
Die Old City Hall im Jahr 1930

Die Straße ist eine südöstliche Verlängerung der Beacon Street und verbindet diese von der Tremont Street aus mit der Washington Street. Dabei führt sie an der King’s Chapel, der Old City Hall und am Old Corner Bookstore vorbei. Ebenfalls an der Straße liegt das Hotel Omni Parker House, das von Harvey D. Parker im  19. Jahrhundert gegründet wurde und nicht nur ein beliebter Treffpunkt für Politiker und Literaten, sondern auch der Entstehungsort einiger bekannter örtlicher Speisen war. Etwas weiter nördlich verläuft parallel die Pie Alley.

## Bekannte Anlieger
- Boston True Flag (ca. 1852 bis 1864)
- Richard Clarke (18. Jahrhundert)
- Harding’s Gallery (1830er bis 1840er Jahre)
- Horticultural Hall (1845 bis in die 1860er Jahre)
- Merry’s Museum (an der School Street publiziertes Kindermagazin in den 1840er Jahren)
- Saturday Club (19. Jahrhundert)
- Antoine Sonrel besaß ein Fotostudio in den 1860er Jahren
- William Blagrove (1804 bis 1811)